# Artur da Costa e Silva
Artur da Costa e Silva ([aʁˈtuʁ dɐ ˈkɔstɐ i ˈsiɫvɐ]; 3. října 1899 – 17. prosince 1969) byl brazilský voják a politik, člen vojenské junty, jež se dostala k moci vojenským pučem roku 1964. Dosáhl hodnosti maršála. Sloužil jako 27. prezident své země v letech 1967–1969. Za prezidenta Castela Branca byl ministrem války.